# Liste des œuvres d'Alexandre Mossolov
La liste des œuvres d'Alexandre Mossolov présente les œuvres de ce compositeur, classées par genre et par numéro d'opus.

## Par genre

### Piano
- Op. 3 : Sonate No. 1 (1924)
- Op. 4 : Sonate No. 2 (1923–1924)
- Op. 6 : Sonate No. 3 (initialement Op. 8 ; perdue ; 1924)
- Op. 11 : Sonate No. 4 (1925)
- Op. 12 : Sonate No. 5 (1925)
- Op. 15 : Deux Nocturnes (1926)
- Op. 23a : Trois Pièces (1927)
- Opus 23b : Deux Danses (1927)
- Turkmenian Nights (1928)
- Op. 31 : Deux Pièces sur des Thèmes Ouzbek  (1929)

### Musique vocale
- Sphynx, cantate pour ténor, chœur, et orchestre (1925)
- Op. 1 : Twilight (1923–1924)
- Op. 1 : Two Songs on Revolutionary Texts (1920s)
- Op. 1 Two Poems pour voix et piano (1924)
- Op. 1 n°3 et 4 : Two Poems pour voix et piano (1924)
- Op. 6 : Quatrain "Sphynx" pour voix et piano (1920s)
- Op. 6 : Trois Quatrains pour voix et piano
- Op. 7 : Four Songs (sans date)
- Two Poems in the Form of Etudes pour voix et piano (1925)
- Op. 9 : Three Keys pour voix et piano (n.d.)
- Op. 10b : Ten Settings from Blok pour voix et ensemble (1925)
- Op. 13 : Three Vocalizations (1925)
- Op. 16 : Offering, quatrains pour voix et piano (1927)
- Op. 17 : Four Settings pour voix et quatuor à cordes (1926)
- Op. 18 : Three Children's Scenes (1926)
- Op. 21 : Four Newspaper Announcements
- Op. 25 : Scorpion pour voix et piano (1920s)
- Three Lyric Songs pour voix et piano (initialement Op. 7; 1929)
- Op. 33 : Three Songs pour voix et orchestre (1930s)
  - 1. Turkmenian Song
  - 2. Kyrgyz Song
  - 3. Afghan Song
- Op. 33a : Turkmenian Lullaby pour chœur a capella (n.d.)
- Kyrgyz Rhapsody pour chœur, solistes, et orchestre (avant-1936)

### Musique de chambre
- Op. 2 : Trois Pièces Lyriques  pour alto et piano (1922–1923)
- Op. 2 : Elegy pour violoncelle et piano (n.d.)
- Op. 5 : Légende pour violoncelle et piano (1924)
- Op. 17 : Ballade pour clarinette, violoncelle, et piano (initialement Op. 10 ; perdu ; créé en 1925)
- Sonate pour violoncelle et piano (1927)
- Op. 21a Sonate pour alto (1920s)
- Op. 24 Quatuor à cordes No. 1 (1926)
- Op. 26 Quatre Cadences et une Coda pour quatuor à cordes (1920s)
- Op. 27 : Dance Suite pour trio avec piano (1920s)
- Op. 30 : Quatuor à vent (sans date)
- Suite de Cinq Danses pour harpe solo (sans date)

### Orchestre
- Op. 9 : Twilight (1925)
- Op. 14 : Concerto No. 1 pour piano et orchestre (1926–1927)
- Op. 19 Les Fonderies d'acier, épisode orchestral du ballet Steel (1926–1927)
  - Op. 19a : Steel, suite de ballet (créé en 1927)
- Kyrgyz Suite (années 1930)
- Op. 34 : Concerto No. 2 pour piano et orchestre (1932)
- Uzbek Dance (1935)
- Gavotte et Menuet (1935)
- Concerto No. 1 pour violoncelle et orchestre (1935)
- Turkmenian Overture (avant-1936)
- Turkmenian Suite No. 1 (1936)
- Turkmenian Suite No. 2 (1936)
- Uzbek Suite (1936)
- Concerto pour harpe et orchestre (1939)
- Symphonie en Mi Majeur (1944)
- Concerto No. 2 pour violoncelle et orchestre (1946)

### Opéras
- Op. 28 : Hero (1927)
- Op. 35 : The Dam (1929)
- Baptism of Russia (1930)

### Ballets
- Op. 19a : L'acier (Stal), suite de ballet en quatre épisodes (1927)
  - 1. Les Fonderies d'acier (russe : Завод:музыка машин)
  - 2. In Prison (perdu)
  - 3. At the Ball (perdu)
  - 4. On the Square (perdu)
- Four Moscows (1929) (note: Mosolov a écrit le dernier mouvement, les autres ont été écrits par  Polovinkin, Alexandrov, et Chostakovitch)
  - 4. Moscow in 2117

## Par numéro d'opus
- Opus 1 : Twilight (1923–1924)
- Opus 1 : Two Songs on Revolutionary Texts (vers 1920)
- Opus 1 : Two Poems pour voix et piano (1924)
- Opus 1 (n°3 et 4) : Two Poems pour voix et piano (1924)
- Opus 2 : Trois Pièces Lyriques pour alto et piano (1922–1923)
- Opus 2 : Elegy pour violoncelle et piano (sans date)
- Opus 3 : Sonate No. 1 (1924)
- Op. 4 : Sonate No. 2 (1923–1924)
- Op. 5 :Légende pour violoncelle et piano (1924)
- Op. 6 :Quatrain "Sphynx" pour voix et piano (1920s)
- Op. 6 : Three Quatrains pour voix et piano
- Op. 6 : Sonate No. 3 (initialement Op. 8 ; perdue ; 1924)
- Op. 7 : Four Songs (sans date)
- Op. 9 : Three Keys pour voix et piano (sans date)
- Op. 9 : Twilight (1925)
- Op. 10b : Ten Settings from Blok pour voix et ensemble (1925)
- Op. 11 : Sonate No. 4 (1925)
- Op. 12 : Sonate No. 5 (1925)
- Op. 13 : Three Vocalizations (1925)
- Op. 14 : Concerto No. 1 pour piano et orchestre (1926–1927)
- Op. 15 : Two Nocturnes (1926)
- Op. 16 : Offering, quatrains pour voix et piano (1927)
- Op. 17 : Ballade pour clarinette, violoncelle, et piano (initialement Op. 10; perdu; perf. 1925)
- Op. 17 : Four Settings pour voix et quatuor à cordes (1926)
- Op. 18 : Three Children's Scenes (1926)
- Op. 19 : Les Fonderies d'acier « zavod », épisode orchestral du ballet l'acier (1926–1927)
- Op. 19a : Steel, suite de ballet en quatre épisodes (1927)
  - 1. les fonderies d'acier « zavod »
  - 2. In Prison
  - 3. At the Ball
  - 4. On the Square
- Op. 21 : Four Newspaper Announcements
- Op. 21a : Sonate pour alto (1920s)
- Op. 23a : Three Pieces (1927)
- Op. 23b : Two Dances (1927)
- Op. 24 : Quatuor à cordes No. 1 (1926)
- Op. 25 : Scorpion pour voix et piano (1920s)
- Op. 26 : Quatre Cadences et une Coda pour quatuor à cordes (vers 1920)
- Op. 27 : Dance Suite pour trio avec piano (vers 1920)
- Op. 28 : Hero (1927)
- Op. 30 : Quatuor à vent (sans date)
- Op. 31 : Two Pieces on Uzbek Themes (1929)
- Op. 33 : Three Songs pour voix et orchestre (vers 1930)
  - 1. Turkmenian Song
  - 2. Kyrgyz Song
  - 3. Afghan Song
- Op. 33a : Turkmenian Lullaby pour chœur a capella (n.d.)
- Op. 34 : Concerto No. 2 pour piano et orchestre (1932)
- Op. 35 : The Dam (1929)

### Sans numéro d'opus
- Sphynx, cantate pour ténor, chœur, et orchestre (1925)
- Two Poems in the Form of Etudes pour voix et piano (1925)
- Sonate pour violoncelle et piano (1927)
- Turkmenian Nights (1928)
- Three Lyric Songs pour voix et piano (initialement Op. 7 ; 1929)
- Four Moscows (1929) (note : Mosolov a écrit le dernier mouvement, les autres ont été écrits par  Polovinkin, Alexandrov, et Chostakovitch)
  - 4. Moscow in 2117
- Kyrgyz Suite (1930s)
- Baptism of Russia (1930)
- Uzbek Dance (1935)
- Gavotte et Menuet (1935)
- Concerto No. 1 pour violoncelle et orchestre (1935)
- Turkmenian Overture (avant-1936)
- Kyrgyz Rhapsody pour chœur, solistes, et orchestre (avant-1936)
- Turkmenian Suite No. 1 (1936)
- Turkmenian Suite No. 2 (1936)
- Uzbek Suite (1936)
- Symphonie en Mi Majeur (1944)